# Psychrophrynella chirihampatu
Psychrophrynella chirihampatu es una especie de anfibio anuro de la familia Craugastoridae.

## Distribución geográfica
Esta especie es endémica de la provincia de Paucartambo en la región de Cuzco, Perú. Se encuentra entre los 2.550 y 3.180 m sobre el nivel del mar en el valle de Japumato.

## Descripción
Los machos miden de 16 a 21 mm y las hembras de 24 a 25 mm.

## Publicación original
- Catenazzi & Ttito, 2016: A new species of Psychrophrynella (Amphibia, Anura, Craugastoridae) from the humid montane forests of Cusco, eastern slopes of the Peruvian Andes. PeerJ, n.º e1807, p. 1–23[4]